# 3239 Meizhou
3239 Meizhou је астероид главног астероидног појаса са средњом удаљеношћу од Сунца која износи 2,184 астрономских јединица (АЈ).
Апсолутна магнитуда астероида је 14,6.